# Omicidio di Saman Abbas
L'omicidio di Saman Abbas è un caso di cronaca nera che ha visto come vittima la diciottenne Saman Abbas, di origini pakistane, scomparsa il 1º maggio 2021 a Novellara, in provincia di Reggio Emilia.
Nonostante all'inizio lo si ritenesse essere un semplice caso di allontanamento volontario, un mese dopo gli avvenimenti la sua morte per omicidio è risultata evidente, nel momento in cui il fidanzato ha testimoniato le violenze subite da Saman e le minacce ai danni del giovane da parte del padre della ragazza. Inoltre la repentina fuga dei genitori verso il Pakistan ha destato forti sospetti, dato che la casa era stata lasciata senza nessuna motivazione evidente.
Il movente del crimine si è scoperto essere il rifiuto della ragazza di sposare il cugino in Pakistan nel 2020, quando aveva 17 anni. La giovane in seguito aveva denunciato i genitori per maltrattamenti e induzione al matrimonio, oltre che per il sequestro dei suoi documenti.
Il 5 maggio 2021, sono iniziate ufficialmente le indagini da parte delle autorità. Il 19 dicembre 2023 si è concluso il processo di primo grado. La Corte d'assise di Reggio Emilia ha condannato all'ergastolo i genitori Shabbar Abbas e Nazia Shaheen, a 14 anni lo zio Danish Hasnain e assolto i due cugini che erano imputati per l'omicidio in concorso. Le motivazioni sono state depositate il 30 aprile 2024.
Il 18 aprile 2025 la Corte d'Assise d'Appello di Bologna ha ribaltato parzialmente la sentenza del primo grado, condannando lo zio Danish Hasnain a 22 anni di reclusione e i cugini all'ergastolo, confermando l'ergastolo per i genitori.

## Storia

### Vita di Saman Abbas
Nata il 18 dicembre 2002 nei pressi di Lahore, in Pakistan, Saman Abbas si è trasferita con i genitori e il fratello minore in Italia nel 2016, nella piccola cittadina emiliana di Novellara. La famiglia risiedeva in una cascina di campagna, dove il padre Shabbar Abbas lavorava come bracciante per un'azienda agricola. La giovane si era inserita bene nella sua nuova vita, imparando facilmente l'italiano e ottenendo senza problemi la licenza media. Nonostante il desiderio di proseguire gli studi, i genitori le impedirono di accedere al liceo, seppure le mancassero ancora due anni di scuola dell'obbligo.
Agli inizi del 2020, Saman ha conosciuto tramite il social TikTok quello che poi sarebbe diventato il suo fidanzato, Saqib Ayub. Presto però la famiglia la costringe a fidanzarsi con suo cugino, residente in Pakistan, destinandola a un matrimonio forzato con quest'ultimo. Secondo i racconti del fidanzato, Saman era spesso costretta a rimanere in casa, senza alcuna possibilità di tenere da parte denaro e con il permesso di usare il telefono per solo un'ora al giorno; talvolta era chiusa fuori casa dal padre ed era costretta a dormire sul marciapiede. In una dichiarazione alla polizia, Saman ha anche rivelato episodi di violenza fisica da parte del padre, il quale era «spesso ubriaco di vino, perché io volevo andare a scuola, ma lui non voleva».
In preda alla disperazione, Saman avrebbe tentato il suicidio nel marzo 2020, ingerendo dei farmaci, con conseguente ricovero in ospedale. Inoltre nel giugno dello stesso anno avrebbe provato a fuggire in Belgio, dove è stata però rintracciata e riportata tra le mura domestiche.
Nel novembre 2020 chiede un ultimo aiuto ai servizi sociali per fermare le nozze in Pakistan, programmate per il 22 dicembre contro la sua volontà, e riesce a denunciare i genitori per costrizione al matrimonio. Saman viene immediatamente trasferita in una comunità minorile, dove è ospitata con estrema segretezza. Qui rimarrà per circa 5 mesi, fino all'11 aprile 2021, giorno in cui decide di tornare a casa per recuperare i suoi documenti, in modo tale da potersi sposare con il fidanzato e cambiare finalmente vita. Durante l'ultima visita a Novellara, la famiglia ha rimproverato la giovane per essere scappata di casa e si è rifiutata di consegnarle i documenti. Per questo motivo Saman sporge un'altra denuncia verso i parenti il 22 aprile 2021, ultima volta in cui viene vista pubblicamente, prima di sparire il 1º maggio.

### Omicidio
Il 29 aprile 2021, tre figure maschili, successivamente riconosciute come lo zio (Danish Hasnain) e i cugini (Ikram Ijaz e Nomanhulaq Nomanhulaq), vengono riprese dalle telecamere di sorveglianza; usciti da uno dei magazzini dell'azienda agricola alle 19:15, i tre si stavano dirigendo verso i campi, muniti di attrezzi da lavoro, quali badili, un secchio, un piede di porco e un sacco di plastica. Fanno ritorno solo dopo due ore, verso le 21:30.
Il giorno successivo, Saman scrive al fidanzato Saqib di aver sentito una conversazione telefonica tra i suoi genitori e lo zio materno; la ragazza afferma che «volevano ammazzare qualcuno; l’ho sentito con le mie orecchie», riferendosi a uno zio «con lo scialle grande». Lo stesso zio, tale Mamu, insieme a Shabbar e altri parenti, aveva già minacciato di morte i familiari del ragazzo in Pakistan, nel caso in cui la relazione non fosse terminata in tempi brevi. In base alle testimonianze del fidanzato, la diciottenne veniva costantemente offesa dallo zio e dai cugini, affermando di essere spaventata della situazione. Lo stesso giorno, Saman invia anche una foto dove appare con un livido sulla guancia, accusando il cugino Irfan di averla picchiata, dopo aver saputo che aveva ancora rapporti al di fuori del matrimonio. Infine avrebbe chiesto al fidanzato di allertare la polizia qualora non si fosse fatta sentire per più di 48 ore. L'ultimo messaggio viene inviato alle 23:30.
In seguito alla conversazione tra i due, Saman avrebbe avuto una violenta lite con il padre e la madre, in cui sarebbe intervenuto anche lo zio Danish. Il fratello minore della ragazza, svegliato dalle grida del litigio, ha raccontato che i documenti le erano poi stati restituiti; è quindi andata in bagno e si è vestita con l'intenzione di ripartire. Da quel momento in poi le telecamere di sicurezza hanno ricoperto un ruolo chiave nel seguito della vicenda; Saman viene ripresa alle 00:10 (mezzanotte e dieci) del 1º maggio con uno zaino in spalla, mentre si dirige con i genitori verso le serre. Lei e la madre scompaiono nel buio per 90 secondi, mentre il padre rimane in attesa. Al ritorno della madre, Saman non è con lei; secondo i Carabinieri in questo periodo di tempo Saman viene consegnata allo zio e ai due cugini, i quali la uccideranno e faranno sparire il cadavere. Dopo 5 minuti passati in casa, Shabbar Abbas si incammina nuovamente verso le serre, per poi ricomparire alle 00:21 con lo zaino della figlia in mano. Nella mattina del 1º maggio, i coniugi sono stati visti per l'ultima volta nei filmati di sorveglianza dell'aeroporto di Milano Malpensa, da cui si sono imbarcati in un volo per il Pakistan.

### Indagini
In seguito alle numerose denunce sporte da Saman Abbas alla famiglia, il 5 maggio 2021, i Carabinieri di Novellara, muniti di un apposito mandato di perquisizione, si sono presentati nella cascina in via Colombo 103, dove risiedeva. Al loro arrivo tuttavia non furono trovati né i genitori né la stessa Saman. Gli unici presenti nell'abitazione erano il fratello minore della ragazza e lo zio. Sono loro ad avvertire la polizia del fatto che la sorella di Shabbar era molto malata e per questo i coniugi erano immediatamente tornati in patria, aggiungendo anche che Saman era tornata indietro. Tuttavia emergono delle incongruenze tra le dichiarazioni dei due; lo zio ha affermato che la ragazza si era allontanata da casa alle 17 del 30 aprile, mentre il fratello ha riferito che ciò era avvenuto alle 22. In serata viene quindi aperto dalla Procura un fascicolo per sequestro di persona.
Per via degli interrogativi sorti, le autorità hanno in seguito deciso di contattare e inquisire il fidanzato Saqib Ayub, il quale ha raccontato le preoccupazioni della giovane verso i genitori, fornendo anche le conversazioni con lei.
Il 9 maggio, zio e fratello vengono fermati al confine con la Francia dalla polizia di Ventimiglia per un normale controllo. L'uomo, sprovvisto di documenti, viene invitato a presentarsi in Procura il giorno successivo, ma al momento dell'udienza egli era già sparito. Il minore invece, messo al sicuro in una struttura protetta, racconta agli inquirenti che la sorella sarebbe stata strangolata dallo zio Danish, insieme ai cugini e Ikram Ijaz, che gli hanno intimato di non raccontare la verità. Il capo d'imputazione viene quindi modificato dal GIP in omicidio, in particolar modo dopo aver esaminato anche i filmati delle telecamere. Di conseguenza i Carabinieri di Novellara hanno iniziato le ricerche nelle campagne circostanti, setacciando tra campi, serre, pozzi e canali.
Verso la fine di maggio, il Resto del Carlino riesce a ottenere una dichiarazione dal padre Shabbar, in cui ha affermato che la figlia si trovava in Belgio e che sarebbe tornata in Italia il 10 giugno per fornire ulteriori spiegazioni. Questa pista viene però smentita dalla Procura di Reggio Emilia, che tramite il servizio di Cooperazione internazionale e con l'aiuto della polizia belga ha appurato l'assenza della ragazza sul territorio. Nel frattempo uno dei cugini di Saman, Ikram Ijaz, viene catturato a Nîmes il 21 maggio, mentre si trova a bordo di un Flixbus diretto a Barcellona, per poi essere arrestato il 30 maggio e infine estradato in Italia il 9 giugno. L'11 giugno, in un'interrogazione del GIP si è avvalso della facoltà di non rispondere, affermando di essere innocente riguardo alla vicenda.‍ Il 18 giugno viene sottoposto a incidente probatorio il fratello della vittima, dove ribadisce quanto dichiarato precedentemente.
Dati i risultati infruttuosi delle ricerche su un totale di 80 ettari, l'8 giugno vengono intensificate le investigazioni tramite l'introduzione di cani molecolari, escavatori, droni e un elettromagnetometro, oltre che a due archeologi volontari, nel tentativo di restringere l'area da ispezionare. Le ricerche del cadavere vengono sospese il 12 luglio 2021.
Il 3 luglio, Ikram Ijaz fa richiesta per la sua scarcerazione, insistendo a favore della sua estraneità all'omicidio, richiesta che verrà però respinta dal tribunale in questione l'11 luglio.
Qualche giorno prima invece, il 7 luglio 2021, il Ministero della giustizia si era attivato per inserire i genitori di Saman Abbas, Shabbar Abbas e Nazia Shaheen, nella banca dati dell'Interpol, dando così il via alla pratica di estradizione. Il 23 luglio si tiene l'incidente probatorio di Saqib Ayub in Tribunale a Reggio Emilia; qui il ragazzo ha testimoniato le minacce degli Abbas subite dalla sua famiglia in Pakistan, aggiungendo inoltre nuovi elementi contro i cugini e lo zio della ragazza.
Dopo mesi di incertezza sul caso, il 22 settembre 2021, lo zio di Saman Abbas, Danish Hasnain, viene arrestato in un appartamento a Garges-lès-Gonesse, nella periferia di Parigi; a incastrarlo è stato un neo sul viso, oltre che alle impronte digitali in seguito. Tuttavia, durante l'udienza preliminare al Tribunale di Parigi, ha negato ogni accusa di sequestro, lesioni e omicidio a suo carico, rifiutando anche la richiesta di estradizione emanata dalle autorità italiane. Dopo un solo giorno, il 23 settembre, il Ministro della giustizia, Marta Cartabia, dopo aver ricevuto la traduzione dei dovuti atti, ha firmato le domande di estradizione per i genitori di Saman Abbas.
Il seguente 14 febbraio 2022 viene annunciato l'arresto del cugino della vittima, Nomanulhaq Nomanulhaq, trovato in un appartamento nel centro di Barcellona. In seguito alla sua estradizione il 22 marzo, ha negato la sua partecipazione al crimine, egualmente a Ijaz, avvalendosi della facoltà di non rispondere.

### Processo
Il 17 maggio 2022 il giudice dell'udienza preliminare rinvia a giudizio Shamman Abbas e Nazia Shaheen, genitori della vittima, lo zio Danish Hasnain e i cugini Ikram Ijaz e Nomanhulaq Nomanhulaq per i reati di concorso in sequestro di persona, omicidio volontario con aggravante della premeditazione e soppressione di cadavere, con gli aggravanti della premeditazione e dei futili motivi.
Nel giugno 2022, grazie all'arrivo del nuovo procuratore di Reggio Emilia, Gaetano Paci, vengono attivati nuovi canali diplomatici con il Pakistan; tramite la collaborazione della magistratura pakistana. Il 15 novembre 2022, Shabbar Abbas è stato arrestato dalla polizia distrettuale pakistana per una frode del valore di 5 milioni di rupie. È stato successivamente trasferito in un carcere a Islamabad, dove ha anche ricevuto la notifica del mandato di cattura internazionale da parte dell'Interpol. L'uomo è stato rinviato a giudizio in Italia in un processo programmato per il 10 febbraio 2023, dove saranno presenti anche lo zio della ragazza, Danish Hasnain, e i cugini, Ikram Ijaz e Nomanhulaq Nomanhulaq.
Il 19 novembre è stato reso noto il ritrovamento di un cadavere da parte dei Carabinieri all'interno di un vecchio casolare abbandonato, situato non molto distante alla casa della famiglia Abbas. Apparentemente sarebbe stato lo zio Danish a indicare il luogo della sepoltura, grazie a un imam che l'avrebbe convinto a testimoniare. Il 27 novembre, il corpo è stato recuperato dalla fossa e portato a Milano per effettuare un'autopsia. L'analisi delle arcate dentarie ha confermato, il 4 gennaio 2023, che il cadavere trovato a Novellara apparteneva alla ragazza. L'autopsia ha anche rivelato una frattura al collo, che avvalorerebbe la tesi dello strangolamento.
Nonostante le pressanti richieste di collaborazione da parte del Governo italiano, il 10 maggio, il tribunale di Islamabad ha rinviato per la ventesima volta l'udienza sull'estradizione di Shabbar Abbas. Il motivo del rinvio sarebbe da ricercare nell'avvio del concomitante processo per corruzione e appropriazione indebita di fondi statali nei confronti dell'ex primo ministro pakistano Imran Khan. Tale processo di grande rilevanza pubblica ha reso inaccessibile il palazzo di giustizia e ha causato il protrarsi di tutti gli altri procedimenti.
Dopo le numerose assenze alle udienze programmate dalle autorità italiane, Shabbar Abbas ha presenziato per la prima volta in videocollegamento al processo a suo carico il 19 maggio, dove non ha rilasciato dichiarazioni. A distanza di circa due mesi, in data 4 luglio, il giudice della corte distrettuale di Islamabad ha emesso il primo parere favorevole riguardo all'estradizione del padre di Saman, e il 29 agosto, il governo pakistano ne ha ufficialmente dato il via libera. Nella notte del 1º settembre, l’uomo è stato trasportato a bordo di un Dassault Falcon 900 dell’Aeronautica Militare fino all'aeroporto di Ciampino, dove è stato preso in custodia cautelare dalla polizia penitenziaria e provvisoriamente incarcerato nella casa circondariale di Rebibbia.
L'8 settembre, Shabbar è stato scortato a Reggio Emilia, dove ha partecipato per la prima volta al processo presso la Corte d'assise. Durante la seduta, ha ribadito la sua innocenza, dichiarando che il viaggio in Pakistan del maggio 2021 era stato pianificato con anticipo, e che per esso era stato richiesto anche un preventivo. Inoltre, i suoi avvocati hanno affermato che, al momento del suo arresto in Pakistan, la moglie Nazia si trovava in casa, mentre lui era in un campo. Tuttavia, pochi giorni prima, la Procura aveva ascoltato e verbalizzato le dichiarazioni di due detenuti; secondo quanto riferito da loro, lo zio di Saman avrebbe ammesso di aver ucciso Saman con la complicità dei cugini e il consenso dei genitori.
Da un'intercettazione telefonica tra padre e figlio, è emerso che Shabbar aveva cercato di persuadere quest'ultimo a incolpare un parente al di fuori dei cinque imputati. Nel mese di ottobre, la Corte d'assise di Reggio Emilia ha richiesto di inserire il fratello di Saman, Ali Heider, tra la lista degli indagati per concorso in omicidio, invalidando così le sue precedenti dichiarazioni nel processo. Apparso in aula il 31 ottobre, il giovane è stato interrogato riguardo all'uso del telefono durante gli eventi di aprile e maggio 2021 e sulle date in cui è stato interrogato dai Carabinieri e dal PM. Durante l'interrogatorio, ha ammesso di aver mentito in passato riguardo al coinvolgimento dei cugini, dicendo di averlo fatto perché suo padre glielo aveva ordinato. In seguito, è scoppiato in lacrime, dichiarando di stare male.
Il 10 novembre, la Procura per i minorenni di Bologna ha deciso di non imputare Ali, riferendo che "non emergono dalla lettura degli atti di indagine, dagli interrogatori degli imputati e dall’esame di Ali, elementi da cui ipotizzare un suo coinvolgimento nell’omicidio e nella soppressione del cadavere". Il 17 novembre, durante la requisitoria dell'accusa, i procuratori di Reggio Emilia, Laura Galli e Gaetano Paci, hanno chiesto alla Corte di condannare all'ergastolo i genitori, Shabbar Abbas e Nazia Shaheen, e a 30 anni di carcere lo zio Danish Hasnain e i cugini Ikram Ijaz e Nomanhulaq Nomanhulaq.
Il 19 dicembre 2023 si è concluso il processo di primo grado. La Corte d'assise di Reggio Emilia ha condannato all'ergastolo i genitori Shabbar Abbas e Nazia Shaheen, a 14 anni lo zio Danish Hasnain e assolto i due cugini che erano imputati per l'omicidio in concorso. Le motivazioni sono state depositate il 30 aprile 2024. Sia i condannati che il pubblico ministero hanno presentato ricorso in appello.
La madre, Nazia Shaheen, è stata arrestata il 31 maggio 2024 in Pakistan, in un villaggio al confine con il Kashmir. La donna è stata quindi trasferita a Islamabad per formalizzare il processo di estradizione, ed è giunta in Italia il 22 agosto 2024.
Il 18 aprile 2025 il processo di appello si è concluso con la conferma dell'ergastolo per i genitori, l'innalzamento della condanna a 22 anni per lo zio Danish Hasnain, e la condanna all'ergastolo per i cugini Ikram Ijaz e Nomanhulaq Nomanhulaq, precedentemente assolti.

## Reazioni
Il caso di Saman Abbas ha destato indignazione soprattutto a livello nazionale, ma diverse testate internazionali hanno citato la notizia.
Il 28 maggio 2021, la comunità di Novellara ha espresso solidarietà nei confronti della vittima, organizzando un sit-in e una fiaccolata per «condannare qualsiasi gesto di violenza, lanciando un appello di speranza». La sindaca del comune emiliano, Elena Carletti, ha mostrato rispetto per la ragazza, affermando che «lei nutriva un fermento, una forma di ribellione comprensibile e naturale» e aggiungendo che «non è da sola e non sarà mai da sola». In un incontro con la sindaca, il console generale del Pakistan a Milano, Manzoor Ahmad Chaudhry ha commentato: «I delitti vanno condannati, senza se e senza ma (...) metteremo in campo la massima collaborazione». Alcuni consiglieri comunali del centrodestra hanno messo in discussione il fatto che sia stato messo il massimo impegno nel prevenire l'omicidio di Saman Abbas, lamentando il ritardo dei Carabinieri nell'aiutare la ragazza.
A livello nazionale, la notizia ha creato scalpore anche nella classe politica. Il leader della Lega, Matteo Salvini ha definito il delitto «una vicenda molto preoccupante», auspicando una maggiore applicazione del Codice Rosso. Matteo Renzi ha invece chiesto giustizia per Saman, definendo lo zio Danish Hasnain «un animale (...) non esiste integrazione senza il rispetto della Costituzione» e affermando anche che «le ragazze che vogliono vivere qui devono avere la possibilità di farlo in libertà». La senatrice radicale, Emma Bonino, spera che il caso della giovane sia d'esempio, augurandosi «che i ragazzi di oggi trovino la passione civica per lottare per i propri diritti». Il sottosegretario all’Interno, Ivan Scalfarotto, analizza la questione come «un fenomeno che preoccupa molti Paesi occidentali» e che «integrarsi non significa solo avere un lavoro e pagare le tasse ma anche rispettare i valori che sono propri della nostra comunità». Il 10 giugno 2021 è stata aperta anche un'indagine parlamentare da parte della Commissione d’inchiesta sul femminicidio del Senato.
A livello europeo invece, alcuni europarlamentari appartenenti al gruppo Identità e Democrazia hanno tenuto un'interrogazione parlamentare il 9 giugno 2021, dove si è discusso sulla crescita del fenomeno dei femminicidi e dei delitti d'onore nei paesi membri e si è chiesta maggiore attenzione sul tema della violenza di genere.
L'Unione delle Comunità islamiche d'Italia, in comune accordo con l'Associazione Islamica degli Imam e delle Guide Religiose, ha emanato una fatwā, come condanna contro i matrimoni forzati e contro l'infibulazione. Tuttavia ha respinto ogni speculazione da parte della politica, atta a «infangare l'intera comunità islamica italiana». Tale fatwā è stata più tardi criticata dal gruppo di +Europa di Reggio Emilia, che ha ritenuto ciò «un intervento inappropriato in uno Stato laico». Maryan Ismail, storica e mediatrice culturale somala, ha definito il gesto dell'UCOII «sconcertante», ribadendo che «in Italia non servono editti religiosi, ci sono le leggi (...) non mi risulta che l’Italia riconosca alcuna religione come religione di Stato».
La lotta per la libertà di Saman Abbas è stata anche paragonata alla ribellione femminile delle proteste in Iran del 2022, dove la ricerca di diritti e di emancipazione ha giocato un ruolo fondamentale.